# Хиперсексуалност
Хиперсексуалност је изузетно чест или нагло повећан либидо. Контроверзно је да ли га треба укључити као клиничку дијагнозу коју користе стручњаци за ментално здравље. Нимфоманија и сатиријаза су били термини који су се раније користили за стање код жена и мушкараца.
Хиперсексуалност може бити примарно стање, или симптом друге медицинске болести или стања; на пример, Клувер-Буси синдром или биполарни поремећај. Хиперсексуалност се такође може појавити као нежељени ефекат лекова као што су лекови који се користе за лечење Паркинсонове болести. Клиничари тек треба да постигну консензус о томе како најбоље описати хиперсексуалност као примарно стање, или да утврде прикладност описивања таквог понашања и импулса као засебне патологије.
Клиничари и терапеути на хиперсексуално понашање различито гледају као на врсту опсесивно-компулзивног поремећаја (ОКП) или „поремећаја ОКП спектра“, зависности или поремећаја импулсивности. Бројни аутори не признају такву патологију и уместо тога тврде да ово стање само одражава културну несклоност изузетном сексуалном понашању.
У складу са непостојањем консензуса о томе шта узрокује хиперсексуалност, аутори су користили много различитих ознака да је упућују, понекад наизменично, али често у зависности од тога коју теорију фаворизују или које специфично понашање проучавају. Савремени називи укључују компулзивну мастурбацију, компулзивно сексуално понашање, зависност од сајбер секса, еротоманију, „прекомерни сексуални нагон“, хиперфилију, хиперсексуалност, хиперсексуални поремећај, проблематичан хиперсексуалност, сексуална зависност, сексуална компулзивност, сексуална зависност, сексуална импулсивност, „сексуално понашање ван контроле“, и поремећај повезан са парафилијом.

## Третман
Хиперсексуалност може негативно утицати на појединца. Концепт хиперсексуалности као зависности покренули су 1970-их бивши чланови Анонимних алкохоличара који су сматрали да имају сличан недостатак контроле и компулзивности са сексуалним понашањем као и са алкохолом.
Сада постоји више група за самопомоћ у стилу 12 корака за људе који се идентификују као зависници од секса, укључујући анонимне зависнике од секса, анонимне сексохоличаре, анонимне зависнике од секса и љубави и анонимне сексуално компулзивне. Неки хиперсексуални мушкарци могу да лече своје стање употребом лекова (као што је ципротерон ацетат) или конзумирањем хране која се сматра анафродизијацима. Други хиперсексуалци могу изабрати пут консултација, као што је психотерапија, групе за самопомоћ или саветовање.